# Подгорная (Владимирская область)
Подгорная, Подгорное — упразднённая в 1984 году деревня в Юрьев-Польском районе Владимирской области России. На год упразднения входила в Кучковский сельсовет. Ныне урочище Хапиловка на территории Красносельского сельского поселения. 

## География
Деревня была расположена на берегах речки Вошенка.

## История
Указом Президиума Верховного Совета РСФСР № 151 от 14.02.1966 Хапиловка переименована в д. Подгорная.
Упразднена как фактически не существующий населённый пункт Решением Владимирского облисполкома № 679 от 05.11.1984.

## Транспорт
Просёлочные дороги